# Martial d’Auvergne
Martial d’Auvergne  (* 1430; † 13. Mai 1508) war ein französischer Schriftsteller des späten Mittelalters.

## Leben und Werk
Martial von Paris, genannt Martial aus der Auvergne, war Jurist in Paris. Er verfasste ein Geschichtswerk in Versen über Karl VII. (Frankreich), ferner geistliche Lyrik, sowie ein Werk mit dem Titel Die Urteile Amors. Darin verpackte er höfische Liebeskasuistik in 51 Gerichtsfälle (mit Plädoyers und Urteil, sowie, in späteren Ausgaben, juristischen Kommentaren in lateinischer Sprache durch Benoît Court) und schuf auf diese Weise einen Text, der in der Literaturgeschichte einzig ist und erst in neuester Zeit überhaupt als literarisch anerkannt wurde.

## Werke

### Die Urteile Amors
- Aresta amorum, hrsg. von Benoît Court, Lyon, Sebastian Gryphius, 1533, 1538, 1546 (mit lateinischem Kommentar).
- Les Arrêts d’amour, hrsg. von Luise Götz, Frankfurt am Main, Diesterweg, 1932 (Diss. Frankfurt am Main 1931); Hildesheim, Gerstenberg, 1975.
- Les arrêts d’amour, hrsg. von Jean Rychner, Paris 1951
  - (deutsch) Les arrêts d’amour = Die Urteile Amors, hrsg. von  Karin Becker, München, Fink, 1995.

### Weitere Werke
- Les Vigiles de la mort de Charles VII, Paris, Pierre Le Caron, um 1500.
  - Les vigilles du roy Charles ou est contenu comment il conquist France sur les Anglois, Paris, Jehan Trepperel und Jehan Jehannot, 1512 (Geschichtsschreibung des Hundertjährigen Krieges).
- La Grant Dance macabre des femmes que composa Maistre Marcial de Paris dit d'Auvergne, hrsg. von  P.-L. Miot-Frochot, Paris, Bechelin-Defdorenne, 1869.
- Matines de la Vierge, hrsg. von Yves Le Hir, Genf/Paris 1970